# Quilmes Rock
Quilmes Rock es una presentación musical anual patrocinada por Cervecería Quilmes y realizada en Argentina. Convoca tanto a artistas argentinos como así también de otras nacionalidades.

## Historia
La primera versión tuvo lugar en el 2003, el miércoles 24 de septiembre, y se llevó a cabo en la cancha auxiliar de River Plate. En esta presentación se destacaron artistas como Luis Alberto Spinetta, Gustavo Cerati, Árbol, Divididos, Celeste Carballo, y Las Pelotas, así como también los artistas invitados Café Tacuba y Die Toten Hosen. Una gran diversidad de estilos completaron el nacimiento de una producción musical que resultó un gran éxito para los asistentes.
El 1 de octubre del 2004 se dio la segunda edición del festival, con notorio crecimiento en la organización, puntualidad, elección del lugar (Estadio Ferrocarril Oeste) y seguridad. También se notó el gran poder de convocatoria que había adquirido. Reunió una gran variedad de artistas locales como la Bersuit, Los Auténticos Decadentes, La Mississippi, Las Pelotas, Divididos, Los Piojos, Intoxicados, Kapanga, León Gieco, Tan Bionica, Luis Alberto Spinetta, Fito Páez, Rata Blanca y Charly García. También hubo presencias internacionales como Molotov, Café Tacuba, Os Paralamas, The Offspring y The Wailers.
En el 2005 el festival Quilmes Rock quedó sin patrocinador, y su lugar fue ocupado por alternativas como los festivales Pepsi Music, Monsters of Rock y BUE.
En su temporada 2006, el evento se trasladó al interior. Los dos últimos fines de semana de octubre, Córdoba y Rosario fueron los escenarios de las presentaciones musicales, con dos fechas en cada localidad. El viernes 20 en el estadio Juniors de Córdoba estuvieron Divididos, Catupecu Machu, Kapanga, Árbol y The Locos. El 21 tocaron Las Pelotas, Babasónicos, Los Cafres, Pier y Guasones. El viernes 27 y sábado 28, en el Hipódromo de Rosario, el itinerario fue casi el mismo, salvo que en lugar de Babasónicos tocó Intoxicados.
En el 2007, regresó a Buenos Aires en el Estadio River Plate, desde el 12 al 15 de abril, bandas de más renombre internacional, como también grandes figuras nacionales, formaron el programa del festival. Los artistas que se convocaron fueron, en la noche de apertura: Placebo, el 1° de abril en el Club Ciudad de Buenos Aires; el 12 de abril: Divididos, Catupecu Machu, Las Pelotas, Attaque 77, Bad Religion; el 13 de abril: Keane, Babasónicos, The Psychedelic Furs, Árbol; el 14 de abril: Los Piojos, Intoxicados, El Tri, Ojos de Brujo, Kapanga; y el 15 de abril: Evanescence, Aerosmith, Velvet Revolver, Ratones Paranoicos y Turf. En la primera fecha de este festival ocurrió la reunión, por primera vez después de la muerte de Luca Prodan, de los exintegrantes de Sumo (junto con Gillespi), para interpretar juntos tres canciones.
En el 2008 el festival contó con la presencia de Ozzy Osbourne, Korn, Carajo, Rata Blanca y Black Label Society, entre otros. Este año estaba pautada la participación de Lenny Kravitz, pero un mes antes de la realización del festival, postergó su gira por problemas de salud. El lugar de la cita fue el estadio River Plate como en 2007.
Para la edición de 2009, el festival contó con la presencia de artistas de la talla de Iron Maiden, Kiss, Radiohead y Sepultura aunque también estuvieron bandas que tienen su propio público como Los Piojos, Divididos, Kapanga, La Portuaria, Ratones Paranoicos y muchos más. A diferencia de las ediciones anteriores, esta vez el festival contó con múltiples sedes: Club Ciudad de Buenos Aires (Radiohead), Estadio José Amalfitani, (Iron Maiden) y, una vez más, en el Estadio River Plate (Los Piojos y Kiss).
En 2010, el festival se realizó en tan solo dos fechas en el Estadio River Plate, ambas con Metallica como banda principal. Además, también participaron de esta edición Héroes del Asfalto, O'Connor, Horcas y Un León D-mente.
En 2011, el festival se realizó en el Club GEBA, contó con el cierre de Ciro y Los Persas y las participaciones entre otras bandas de Bersuit, La Vela Puerca, Babasonicos, The Flaming Lips, entre otros.
En 2012 contó en el Estadio de River Plate la presencia de Foo Fighters como banda principal y la presencia de Arctic Monkeys, Cage the Elephant, MGMT, Band of Horses, TV on the Radio, Crosses y Joan Jett and The Blackhearts como banda invitada; junto a las nacionales Jauría, Catupecu Machu y Massacre.
Para la edición del 2013, se confirmó que se realizarían tres fechas, el 1°, 2 y 3 de noviembre. El 1° de noviembre se presentaría la banda del exlíder de Los Piojos, Andrés Ciro (Ciro y Los Persas), más Guasones, La Que Faltaba y Cielo Razzo, pero debido a una fuerte tormenta, el día se postergó para el lunes 4. El 2 de noviembre sería el turno de la banda británica Blur y Café Tacvba, y el 3 de noviembre, Tan Biónica. Ese año el festival se llevaría a cabo, por aquella vez, en el nuevo predio denominado "Ciudad del Rock", terreno ubicado en el ex Parque de la Ciudad.
El 9 y 10 de mayo de 2020 el festival regresó tras 7 años de ausencia, realizando una edición vía streaming durante el  aislamiento social, preventivo y obligatorio contra el coronavirus. Con la conducción del Bebe Contepomi, se presentaron decenas de artistas con videos grabados desde sus casas y entrevistas en vivo, además de presentaciones de ediciones anteriores del Quilmes Rock. Durante su primer día, más de 400 mil personas siguieron el festival por YouTube. Lo recaudado fue para las familias que viven de la música, afectados por el cese de la actividad debido a la pandemia.
En octubre de 2021 se anunció que el Quilmes Rock volvería a la presencialidad para el 2022, y que contaría con Gorillaz como cabeza del festival. Además, tocarían Bandalos Chinos, Conociendo Rusia, Catupecu Machu y El Cuarteto de Nos, entre otros. Serían dos días, el 30 de abril y el 1° de mayo, y se situaría en Tecnópolis.
El 5 de junio de 2024 se anunció que el Quilmes Rock volvería para abril de 2025, con fechas, bandas y lugar a confirmar.
El Quilmes Rock 2025 se llevó a cabo el sábado 5, domingo 6, sábado 12 y domingo 13 de abril de 2025 en Tecnópolis con la presencia de Los Piojos, Andrés Calamaro, Los Auténticos Decadentes, Los Fabulosos Cadillacs, Las Pelotas, Las Pastillas Del Abuelo y Miranda!, entre muchos otros artistas del rock y pop nacional argentino. 

## Curiosidades
- El festival cuenta también con la versión en la ciudad de Córdoba, Rosario y Santa Fe.